# 1820 Lohmann
1820 Lohmann eller 1949 PO är en asteroid i huvudbältet, som upptäcktes 2 augusti 1949 av den tyske astronomen Karl Wilhelm Reinmuth i Heidelberg. Den har fått sitt namn efter Werner Lohmann.
Asteroiden har en diameter på ungefär 5 kilometer och den tillhör asteroidgruppen Flora.